# Foobar2000
foobar2000은 피터 파블롭스키가 개발한 마이크로소프트 윈도우용 프리웨어 오디오 플레이어이다. 최소주의적인 인터페이스를 지니고 있으며, 메타데이터와 고품질 오디오 출력을 위한 다양한 기능을 갖추고 있다. 공식 및 제3자 플러그인을 통한 광범위한 확장이 가능하고, 프로그램 자체의 소스 코드는 공개되어 있지 않으나 플러그인 개발을 위한 SDK는 BSD 허가서에 따라 소스가 공개되어 있다. 0.9부터 윈도우 9x 계열의 지원이 중단되고, 0.9.5부터는 윈도우 2000을 지원하지 않는다.

## 특징
풍부한 플러그인
- 공식 플러그인뿐만 아니라 제3자의 플러그인의 개발이 매우 활발하다.

유니코드를 완벽하게 지원
- 대부분의 언어를 읽고 쓸 수 있지만 그 나라의 언어를 표시할 폰트가 필요하다.

리플레이게인을 지원
- 파일을 재압축하는 처리 없이 음량을 평준화 할 수 있다.

파일 관리
- 매우 많은 파일을 빠르게 태그 편집할 수 있다. 또한 파일을 일괄적으로 이름 변경하거나 복사할 수 있다.

Media Library 기능
- 최근 버전에서는 파일의 태그를 foobar2000이 관리하는 데이터베이스에 캐시한다. 이를 통해 재생 목록에 빠르게 파일을 추가할 수 있게 하며, 캐시 데이터를 활용하여 앨범 목록 등을 이용하는 플러그인을 사용할 수 있다. 0.8 버전까지는 음악 파일의 태그를 변경하지 않고 자체 데이터베이스만 변경하는 것도 가능하였다.

Columns UI
- 제3자가 개발하고 있는 인터페이스 플러그인. 매우 인기가 있는 플러그인으로 이 인터페이스에만 작동하는 플러그인이 존재한다.

Converter
- 외부 인코더와 연동시켜 파일을 Wave 형식이나 다른 형식으로 인코딩 할 수 있다.

오디오 시디를 지원
- 오디오 시디를 읽을 수 있으며 오디오 시디에서 음원을 추출할 수 있다.

SACD 지원
- 각종 DSD 포맷과 플레이스테이션 3로 추출된 SACD ISO재생이 가능하다. (플러그인 설치 필요)

## 같이 보기
- AIMP